# 阿亞戈茲區
阿亞戈茲區是哈薩克斯坦的行政區，位於該國東部，由阿拜州負責管轄，首府設於阿亞古茲，始建於1928年，面積49,588平方公里，2013年人口35,866。